# Conservatorio de la música de Ciudad Ho Chi Minh
El Conservatorio de música de la Ciudad Ho Chi Minh es un conservatorio de música en la Ciudad Ho Chi Minh, la ciudad más grande de Vietnam. Este conservatorio fue un colegio de música establecido en 1956. En 1980, el colegio se convirtió en universidad. Hoy, este conservatorio ofrece educación en música clásica europea y en música tradicional vietnamita con los grados académicos de bachiller, magíster y doctorado. Este es uno de los tres conservatorios que existen en Vietnam (los otros dos están en Hué y en Hanói).
- Datos: Q1377237